# CRAZY IN LOVE (ITZY의 음반)
《CRAZY IN LOVE》는 대한민국의 걸 그룹 ITZY의 첫번째 정규 앨범이다. 타이틀곡 'Loco'를 포함해 총 16트랙으로 구성되었으며, 2021년 9월 24일에 발매되었다.

## 배경 및 출시
- 2021년 8월 13일 JYP 엔터테인먼트는 ITZY가 9월 24일 첫 정규 앨범 《CRAZY IN LOVE》를 발표한다고 밝혔다.[1]
- 8월 31일 컴백 프로모션 일정이 공개됐다.[2]
- 9월 6일, 오프닝 트레일러가 공개되었다.[3]
- 9월 7일, 타이틀곡 'Loco'의 단체 티저 사진이 공개됐다.[4]
- 9월 10일 트랙리스트가 공개되었다.[5]
- 9월 20일 하이라이트 메들리 티저 영상이 공개되었다.[6]
- 9월 21일, 앨범 트랙 'Swipe'의 뮤직비디오 티저가 공개되었다.[7]
- 9월 22일, 타이틀곡 'Loco'의 첫번째 뮤직비디오 티저가 공개되었다.[8]
- 9월 23일 타이틀곡 'Loco'의 두번째 뮤직비디오 티저가 공개되었다.[8]
- 9월 24일 《CRAZY IN LOVE》 앨범이 정식 발매되었다.[9]

## 구성
《CRAZY IN LOVE》는 총 16곡으로 구성되어 있다. 타이틀곡 'Loco'는 'Z세대 스타일에서 처음 느껴보는 강렬한 매력을 표현한 곡'이라고 설명했다. 수록곡 'Swipe'는 '복고풍 클라리넷 위를 흐르는' '808 드럼 비트와 묵직한 베이스, 멜로딕한 랩'으로 '선을 넘는 자에게 경고의 메시지를 보낸다'는 곡이라고 설명했다. 'Sooo Lucky'는 '펑키한 기타 사운드'와 '쿨 베이스' 가 어우러진 팝송이다. 노래 가사는 '너와 내가 수십억 사람들 사이에서 사랑에 빠진 기적'이라는 메시지를 전한다. "#Twenty"는 '스무살의 설렘과 두근거림'을 표현한 힙합곡이다. 'Gas Me Up'은 '무대에 오르기 직전의 설렘도 있지만 잘하고 돌아올 것이라는 자신의 믿음'을 가사로 표현한 곡이다. 'Love Is'는 '감정적인 사랑으로 사랑은 조금 더 복잡해지고 어려워진다'는 '감동적인 메시지'가 담긴 모던 팝송이다. 'Chillin' Chillin'은 '평범한 일상에서 벗어나 여행을 떠나는 설렘'을 노래로 표현했다. 'Mirror'는 멤버들의 감성적인 보컬이 더해져 따뜻한 메시지로 '매력을 극대화했다'는 평가를 받았다.

## 홍보
ITZY는 앨범 발매에 앞서 2021년 9월 24일 네이버 나우에서 라이브 이벤트 'ITZY #OUTNOW COMEBACK SHOW'를 개최해 앨범 소개 및 팬들과 소통했다. 앨범 발매에 이어 9월 27일 'The Kelly Clarkson Show'에서 타이틀곡 'Loco'를 선보였다.

## 수록곡
| #            | 제목                                 | 작사 | 작곡                                                                                      | 재생 시간 |
| ------------ | ------------------------------------ | --- | ----------------------------------------------------------------------------------------- | --------- |
| 1.           | 〈LOCO〉                             | 별들의전쟁 * (GALACTIKA *) | 별들의전쟁 * (GALACTIKA *), 아테나 (GALACTIKA *), 우빈 (GALACTIKA *)                      | 3:11      |
| 2.           | 〈SWIPE〉                            | 조윤경 | Ludwig Lindell, Josefin Glenmark, Oneye                                                   | 2:57      |
| 3.           | 〈Sooo LUCKY〉                       | 심은지 | 심은지, 이민영(EastWest), Yeul(1by1)                                                      | 3:22      |
| 4.           | 〈#Twenty〉                          | 백금민(Jamfactoty), earattack | earattack, Charles "Chizzy" Stephens Ill, chAN's, eniac, Patricia K, 김보미, April Bender | 2:54      |
| 5.           | 〈B[OO]M-BOXX〉                      | 조인호 (lalala studio) | lan Asher, Anne Judith Stokke Wik, Nermin Harambasic, Vidar Svendsen                      | 3:13      |
| 6.           | 〈Gas Me Up〉                        | Vacation | 250, Ylva Dimberg                                                                         | 2:29      |
| 7.           | 〈LOVE is〉                          | 최지윤 (153/Joombas) | Harold Philippon, 김연서, Anne Judith Stokke Wik, Ronny Vidar Svendsen                    | 3:27      |
| 8.           | 〈Chillin' Chillin'〉                | 윤예지 | Young Chance, Shorelle, David Anthony Eames                                               | 3:26      |
| 9.           | 〈Mirror〉                           | 조윤경 | Sebastion Thott, Rosanna Ener                                                             | 4:18      |
| 10.          | 〈LOCO (English Ver.)〉              | 별들의전쟁 * (GALACTIKA *), Sophia Pae | 별들의전쟁 * (GALACTIKA *), 아테나 (GALACTIKA *), 우빈 (GALACTIKA *)                      | 3:11      |
| 11.          | 〈달라달라 (inst.)〉                 | 별들의전쟁 * (GALACTIKA *), 아테나 (GALACTIKA *) | GALACTIKA *                                                                               | 3:19      |
| 12.          | 〈ICY (inst.)〉                      | J.Y. Park "The Asiansoul", Cazzi Opeia, Ellen Berg, Daniel Caesar, Ludwig Lindell, Ashley Alisha (153/Joombas), Cameron Neilson (153/Joombas), Lauren Dyson | J.Y. Park "The Asiansoul", 이해솔                                                         | 3:11      |
| 13.          | 〈WANNABE (inst.)〉                  | 별들의전쟁 * (GALACTIKA *), 우빈 (GALACTIKA *) | team GALACTIKA *                                                                          | 3:11      |
| 14.          | 〈Not Shy (inst.)〉                  | Kobee, Charlotte Wilson | Kobee, earattack, J.Y. Park "The Asiansoul"                                               | 2:57      |
| 15.          | 〈마.피.아. In the morning (inst.)〉 | LYRE, J.Y. Park "The Asiansoul", earattack, KASS, 이해솔 | LYRE, J.Y. Park "The Asiansoul", 이해솔, earattack                                        | 2:52      |
| 16.          | 〈LOCO (inst.)〉                     | 별들의전쟁 * (GALACTIKA *), 아테나 (GALACTIKA *), 우빈 (GALACTIKA *)                                                                                        | team GALACTIKA *                                                                          | 3:11      |
| 총 재생 시간 | 총 재생 시간                         | 총 재생 시간 | 총 재생 시간                                                                              | 51:09     |

## 발매 내역
| 지역   | 발매일          | 출시 형식          | 유통사                    |
| ------ | --------------- | ------------------ | ------------------------- |
| 전세계 | 2021년 9월 24일 | CD 디지털 다운로드 | JYP 엔터테인먼트 드림어스 |